# Online-Frankierung (DHL)

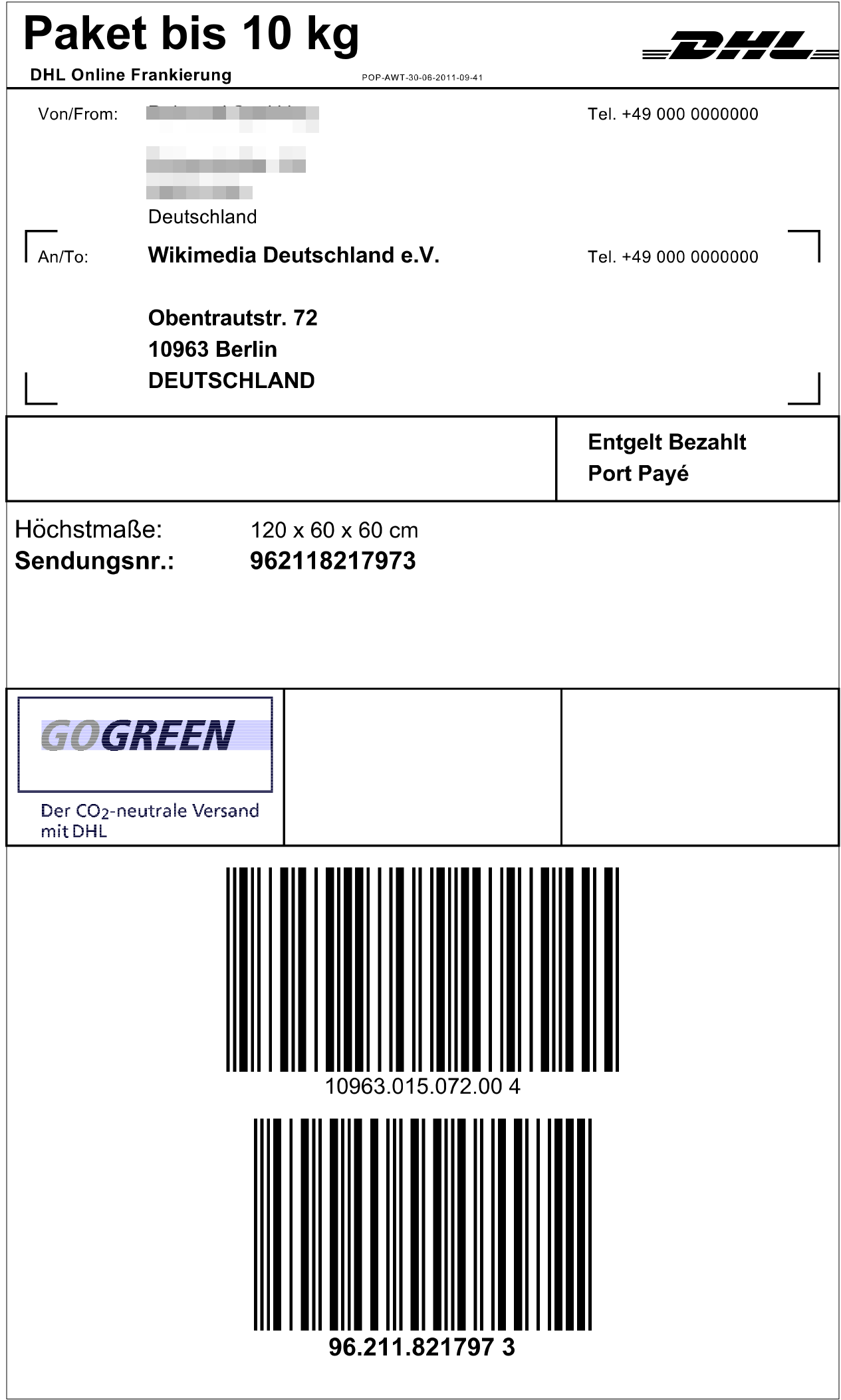
DHL-Online-Frankierung für ein Paket bis 10 kg, 2012

Die Online-Frankierung von DHL ist eine browserbasierte Möglichkeit zum Freimachen von Päckchen und Paketen und dem anschließenden Ausdruck der Wertmarke über einen am PC angeschlossenen Drucker. Dafür ist keine Installation einer speziellen Frankiersoftware nötig, allerdings ist ein PDF-Reader und ein definierter Webbrowser erforderlich. Alternativ wird bei nationalen oder EU-Sendungen auch ein Druck über ein Smartphone und QR-Code angeboten. Der Druck erfolgt dann an der Packstation oder in einer Postfiliale.
Die so freigemachten Sendungen können ausschließlich mit der Deutschen Post und DHL national und international verschickt werden, beispielsweise über eine Postfiliale, eine Packstation oder eine Paketbox. Möglich ist auch eine Abholung gegen Zuzahlung.
Es gab im Laufe der Zeit mehrere Zahlungsmöglichkeiten für das Porto: Lastschriftverfahren, PayPal, Kreditkarte, Sofortüberweisung und bis zum 30. September 2018 auch Postpay (ehemals DHL Checkout). Seit September 2018 ist für nicht registrierte Kunden auch die Bezahlung über Paypal möglich.
Die Frankierung besteht dabei aus zwei Teilen, dem Versandschein selbst und der „Sendungsinformation für Ihre Unterlagen“. Der Versandschein enthält neben den Adressen für Absender und Empfänger zwei Barcodes (1-D-Strichcode), bestehend aus der Sendungsnummer und dem Leitcode (computerlesbare Adresse des Empfängers). Der Preis so frankierter Pakete und Päckchen ist günstiger als bei Bezahlung in einer Filiale der Deutschen Post.